# Cyffylliog

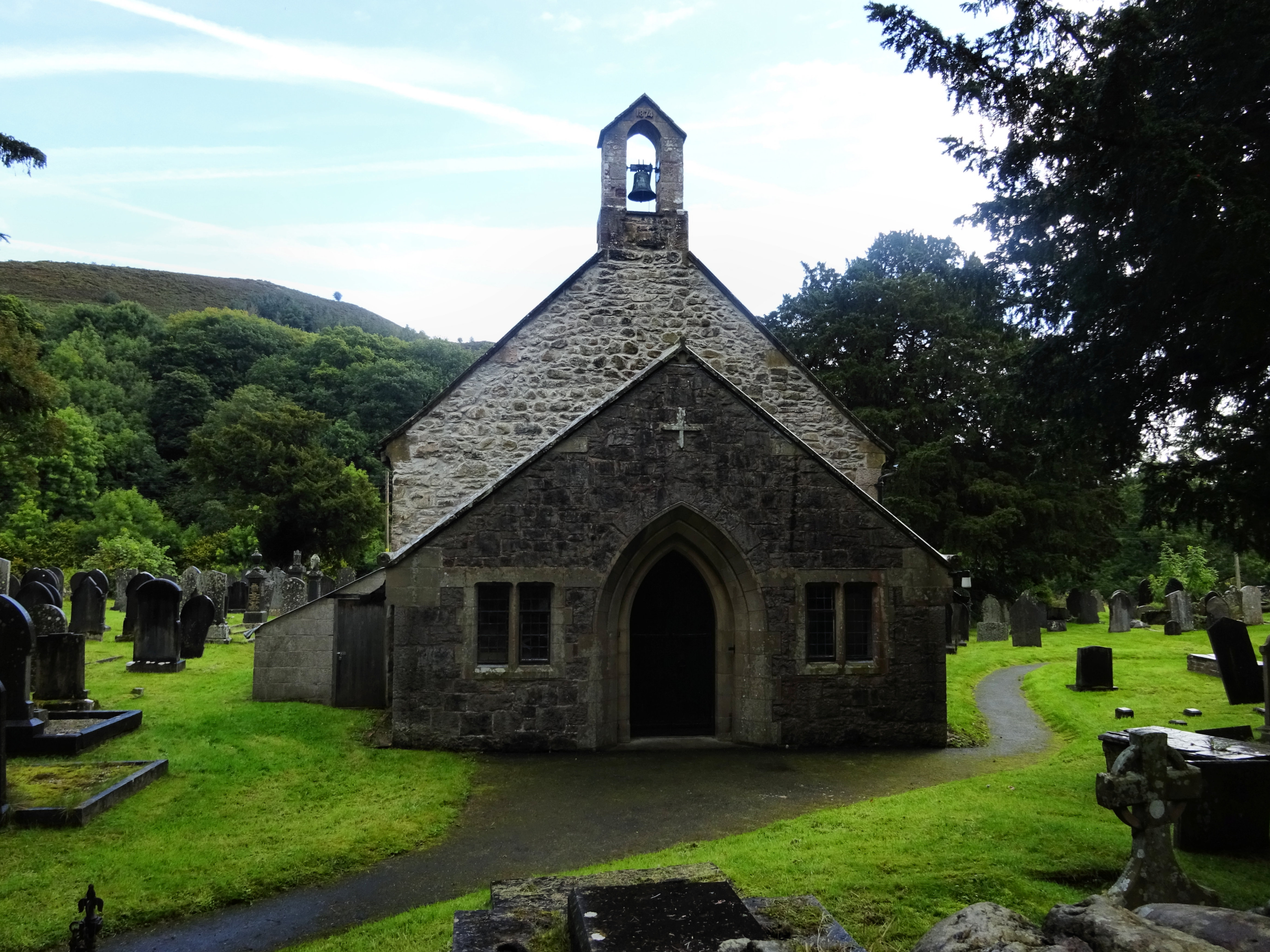
Cyfylliog: la chiesa di Santa Maria

Cyfylliog (in gallese: Y Gyffylliog) è un villaggio con status di community del Galles nord-orientale, facente parte della contea del Denbighshire e situato lungo il corso del fiume Clywedog. L'intera community conta una popolazione di circa 500 abitanti.

## Geografia fisica
Cyfylliog si trova nella parte centrale della contea del Denbighshire, tra le cittadine di Denhbigh e Corwen (rispettivamente a sud della prima e a nord della seconda), a pochi chilometri ad ovest di Rhuthun e Llanfwrog.
Il fiumee Clywedog scorre a sud del villaggio.

## Origini del nome
Il toponimo Clyfylliog/ Y Gyffylliog, attestato anticamente come Kyffellauc (metà del XIII secolo) e Kyffylyog (inizio del XV secolo), significa letteralmente "(luogo) degli alberi con taglio a capitozzo e dei ceppi".

## Storia
Il villaggio venne menzionato per la prima volta (come Kyfellauc) in un documento del 1259-1260.
Ancora tra il XVIII e il XIX Cyfylliog era un centro abitato di piccole dimensioni.

## Monumenti e luoghi d'interesse

### Architetture religiose

#### Chiesa di Santa Maria
Principale edificio religioso di Cyfylliog è la chiesa di Santa Maria, fondata nel XV secolo da Sir Gruffudd ap Coch e restaurata nel 1856 e nel 1876.

## Società

### Evoluzione demografica
Nel 2019, la popolazione stimata della community di Cyfylliog era pari a 529 abitanti, di cui 265 erano uomini e 264 erano donne.
La popolazione al di sotto dei 18 anni era stimata in 113 unità (di cui 56 erano i bambini al di sotto dei 10 anni), mentre la popolazione dai 65 anni in su era stimata in 108 unità (di cui 24 erano le persone dagli 80 anni in su).
La community ha conosciuto incremento demografico rispetto al 2011, quando la popolazione censita era pari a 495 unità e al 2001, quando la popolazione censita era pari a 484 unità.